# Moulay Saïd
Moulay Saïd, régna sur le royaume zianide de Tlemcen de 1410 à 1411. Frère du précédent sultan Abū ʿAbd Allāh il trouve la capitale dans un état satisfaisant mais ne fait que convoiter les richesses à son profit. Il est contesté et doit faire face à la dissidence de son frère Abd el Malek Abd el Ouahab qui finir par prendre le pouvoir en 1411. 